# Делоне, Наталья Львовна
Наталья Львовна Делоне (4 ноября 1923, Тифлис — 23 июля 2024, Москва) — советский и российский учёный-генетик, кандидат биологических наук (1954), доцент. Специалист в области цитогенетики, исследования структуры хроматина, активный разработчик и участник программы экспериментальной космической биологии. Автор научного открытия «Явление изменения митоза в клетках растений в условиях невесомости» и ряда изобретений, многочисленных публикаций в ведущих научных журналах. Опубликовала уникальные воспоминания о своих современниках — генетиках, работавших в 1930—1950-е годы в Советском Союзе в эпоху противостояния с лысенковщиной.

## Биография
Родилась в семье известного генетика и селекционера, профессора Льва Николаевича Делоне (1891—1969) и Веры Александровны Делоне (Птицыной) (1895—1968). Семья Делоне дружила с семьёй Николая Вавилова. Дед — известный русский механик и математик Николай Борисович Делоне.
С 1928 года проживала с родителями на Украине, во время Великой Отечественной войны вместе с семьёй была эвакуирована сначала в Саратов, а позднее в Каттакурган, Узбекистан. В 1946 году окончила Харьковский сельскохозяйственный институт имени В. В. Докучаева по специальности «селекция» и переехала для работы в Москву. В 1948—1956 годах, в период лысенковщины, подвергалась необоснованным преследованиям и на некоторое время была вынуждена прерывать свои экспериментальные исследования. В 1955 году подписала известное Письмо трёхсот в Президиум ЦК КПСС. Работала в различных научных учреждениях, включая Институт цитологии, гистологии и эмбриологии АН СССР, Институт физиологии растений АН СССР, Институт биофизики АН СССР, Курчатовский институт, Институт медико-биологических проблем РАН, а также в различных учреждениях космической отрасли. Многие известные советские генетики были близкими коллегами или руководителями научных исследований Натальи Львовны: М. С. Навашин, М. Л. Бельговский, Н. П. Дубинин, И. А. Рапопорт, Д. К. Беляев. Начиная с первых шагов практической космонавтики в СССР, участвовала в разработке программы научно-экспериментальных исследований в космосе в сотрудничестве с исследователями в области космической биологии и медицины: В. В. Антиповым, Б. Б. Егоровым, О. Г. Газенко, А. И. Григорьевым. В 1970—1980 годы в течение 15 лет преподавала на кафедре генетики МБФ 2-го мединститута в Москве в сотрудничестве с профессором А. А. Малиновским.
Умерла 23 июля 2024 года в своей квартире в Москве в возрасте 100 лет.

## Научная работа
Научная деятельность Делоне связана с изучением морфологии хроматина и регуляции функции генов у различных модельных организмов, разработкой и использованием методов радиационной и космической генетики. Она сформировала представление о дестабилизации ядерного аппарата, о «немых» генах и их значении в эволюции, о принципе запасных возможностей, базирующемся на способности хромосом эукариот к гетерохроматизации и спирализации. Используя воздействие различных факторов среды — химических, радиационных, а также факторов, сопутствующих космическому полету (невесомость, физические перегрузки и психологический стресс), Делоне исследовала генетические и эпигенетические механизмы передачи информации на клеточном и организменном уровнях. Занимаясь радиационной генетикой, ещё до начала пилотируемых полетов спланировала и провела научные эксперименты на спутниках, доказывающие генетическую безопасность полётов на орбитальных аппаратах. Работая в области космической генетики, активно сотрудничала с экипажами космических миссий «Восток», «Восход», а также использовала технические возможности беспилотных кораблей серий «Космос» и «Зонд». Космонавты П. Р. Попович и Б. Б. Егоров проводили эксперименты в космосе, спланированные под её руководством, и являлись соавторами научных публикаций Делоне. Методический потенциал своих работ Делоне развивала на основе многочисленных биологических моделей, проводя исследования высших растений, дрозофилы и различных животных.
Является автором открытия со следующей формулой: «Экспериментально установлено неизвестное ранее явление изменения митоза в клетках растений, на примере традесканции палюдозы, в условиях невесомости, выражающееся в образовании одно- и многополюсных митозов, отставании хромосом в анафазе, переориентации оси веретена». Авторы: Н. Л. Делоне, В. В. Антипов, Г. П. Парфёнов. Номер и дата приоритета: № 318 от 11 декабря 1963 года. Ей принадлежит авторство трёх изобретений.

### Основные научные достижения
- Н. Л. Делоне экспериментально доказала (путем воздействия жёстким гамма-излучением с последующим цитогенетическим анализом) существование множественных копий хроматид в хромосоме (политения) в обычных, неузкоспециализированных клетках и гаметах при микроспорогенезе у Tradescantia paludosa[9].
- Н. Л. Делоне экспериментально доказала эффект задержки репликации хроматид в процессе митоза под воздействием внешней среды (холод) и возможность появления гаплоидных клеток (на примере клеток корешков лука репчатого, находившегося на борту биоспутника «Космос-110»)[10].
- В экспериментах на растительных клетках и лейкоцитах человека Н. Л. Делоне показала корреляцию между увеличением гетерохроматиновой фракции ДНК и подавлением экспрессии генов (сайленсинг), с одной стороны, и активацией экспрессии генов в сочетании с увеличением эухроматиновой фракции ДНК под воздействием внешних факторов среды (холод и вибрация) с другой стороны[11][12].
- Впервые были обнаружены как эпигенетические изменения в соматических клетках (уменьшение гетерохроматиновой фракции ДНК в первой фазе космического полета), так и генетические аберрации в периферических клетках крови у космонавтов, составлявшие, однако, незначительную долю в общем клеточном составе и не влияющие на существенные физиологические функции[13].

В своей исследовательской работе Делоне следует традициям классической генетики и её универсальным подходам к эволюции, функциональной генетике и стремлением к гуманизации знаний. В поздних публикациях Делоне уделяет большое внимание философским вопросам развития цивилизации, предлагает концепцию единства чувственной, духовной и разумной сфер для гармонической эволюции человечества (концепция эмоциональной сферы, пантеосферы (сфера духа по Флоренскому) и интеллектосферы). Автор более 200 научных статей, нескольких книг, произведений в жанре мемуарной литературы, а также популярных статей о генетике. Н. Л. Делоне неоднократно участвовала в работе крупных отечественных и международных конференций, посвящённых генетике и космической биологии.
В составе большой группы учёных-генетиков в 1990 году была награждена Орденом Трудового Красного Знамени «за особый вклад в сохранение и развитие генетики и селекции, подготовку высококвалифицированных научных кадров».

Когда я узнала о награждении, меня это очень удивило, потому что нельзя награждать за то, что ты не убил, не украл, не изменил своей науке. Думается, что все [так называемые] «менделисты-морганисты» не могли подумать иначе. Конечно, минуло бесконечно нудное число лет отторжения от собственного дела, мелочного и отвратительного уничижения. Но ведь это как у кого сложится жизнь …
О чём имеет смысл сейчас говорить помимо материальных затрат, которые, без сомнения, нужны науке? Надо говорить о том, что мы воспитывались нонконформистами, и если посчитать, сколько конформистов было тогда и теперь, то, к сожалению, нынешнее время явно проигрывает. Ведь в конце концов никто из нас не знал, чем кончатся те протесты, которые были направлены не только против Лысенко, но и против Сталина. Что же было делать? Я не уверена, что за это нужно награждать.
Мне ещё хочется сказать: очень грустно, что Н. И. Вавилов, Г. А. Левитский, Г. Д. Карпеченко и другие не дожили до наших дней. Их сумели или уничтожить, или измолоть в чудовищной мясорубке. Отдадим же им должное.— Государственные награды — учёным-генетикам. Вестник РАН, 1991, № 2, с. 3